# TOPCASED
TOPCASED (Toolkit in Open Source for Critical Applications & Systems Development; deutsch Quelloffene Werkzeugsammlung für die Entwicklung kritischer Anwendungen und Systeme) ist ein CAE-Werkzeug.
Es nutzt als IDE die Infrastruktur der Entwicklungsplattform Eclipse zur Anforderungserfassung, Anforderungsanalyse, Modellierung, Simulation, Implementierung, Test, Validierung, zum Reverse Engineering und Projektmanagement komplexer sicherheitskritischer Echtzeitsysteme aus Hard- und Software im Bereich Luft- und Raumfahrttechnik, dem Fahrzeugbau (Automotive) und ähnlich anspruchsvoller technischer Systeme in der Kategorie Systems Engineering.
Zunächst wird als standardisierte Methode und Sprache für die Modellierung von Software und anderen Systemen die Unified Modeling Language (UML) der Object Management Group (OMG) unterstützt; später sollen weitere modellgetriebene (MDE / MDA) Modellierungsmethoden und -sprachen hinzukommen, so zum Beispiel die Eclipse-eigene Metamodellierungssprache Ecore, die Systems Modeling Language (SysML) und die Architecture Analysis and Design Language (AADL), eine Sprache zur Beschreibung der System- und Software-Architektur von Echtzeitsystemen. Andere Modellierungsmethoden sollen sich einfach integrieren lassen. Darüber hinaus soll die CAE-Werkzeugsammlung (IDE) mit Simulatoren, Tools zum Testen der Modelle, Werkzeuge für das Konfigurations-, Änderungs- und Anforderungsmanagement sowie Code-, Test- und Dokumentationsgeneratoren ergänzt werden.
TOPCASED wird nicht mehr weiterentwickelt. Stattdessen wird Papyrus (UML) vom gleichen Hersteller empfohlen.